# Troma Entertainment

Le logo de Troma Entertainment

Troma Entertainment est une société de production américaine, créée en 1974 par Lloyd Kaufman et spécialisée dans les films trash d'exploitation, voire dans les nanars volontaires (ou "comédies nanardesques").
Produits avec des budgets dérisoires, les films Troma sont appréciés par une communauté d'aficionados. Les thèmes récurrents, voire obsessionnels, des productions Troma sont le sexe, le gore, la violence et les mutations que peuvent causer les déchets nucléaires, et le politiquement incorrect satirique. Parmi les productions Troma qui ont accédé au statut de films culte, on peut citer The Toxic Avenger et Tromeo and Juliet.

## Filmographie
- #
  - 10 Things Every Golfer Should Know (2009)

- A
  - A Mid-Summer Night's Dream (1999)
  - A Nocturne : Night of the Vampire (2007)
  - A Nymphoid Barbarian in Dinosaur Hell (1990)
  - A Tale of Two Sisters (1989)
  - A Taste for Flesh and Blood 2 (1994)
  - A Witch Without a Broom (1966)
  - Acting out (1980)
  - Actium Maximus: War of the Alien Dinosaurs (2005)
  - Adventure of the Action Hunters (1987)
  - Advising Michael (1997)
  - Albino (1974)
  - Alien Blood (1999)
  - All the Love You Cannes ! (2005)
  - Angel Negro (2000)
  - Apocalypse Soon : the Making of Citizen Toxie (2002)
  - Astron-6 (2011)
  - Atomic College (Class of Nuke 'Em High) (1986)

- B
  - Back Road Diner (1999)
  - Baconhead (2001)
  - Bad Charleston Charlie (1973)
  - Balboa, Conquistador of the Pacific (1963)
  - Bang Bang Kid (1967)
  - The Battle of Love's Return (1971)
  - The Battle of Neretva (1969)
  - The Battle of the Last Panzer (1969)
  - Bazaar Bizarre (2004)
  - Beg! (1994)
  - Belcebu : Diabolos Lesbos (2005)
  - Best of Tromadance Volume 1: Soiled Shorts (2001)
  - Best of Tromadance Volume 2 (2002)
  - Best of Tromadance Volume 3 (2004)
  - Best of Tromadance Volume 4 (2005)
  - Best of Tromadance Volume 5 (2008)
  - Best Shots (1990)
  - Bet to Kill (1975)
  - Beverly Hills Broad (1973)
  - Beware! Children At Play (1989)
  - Beyond Evil (1980)
  - Bigfoot (2009)
  - Black Cobra (1976)
  - Black Fist (1976)
  - Blackout (1982)
  - Blades (1989)
  - Blank Page (1998)
  - Blondes Have More Guns (1995)
  - Blood Hook (1986)
  - Blood Junkie (2010)
  - Blood Oath (2011)
  - Blood Sisters of Lesbian Sin (1997)
  - Blood Song (1982)
  - Blood, Boobs and Beast (2007)
  - Bloodspell (1987)
  - Bloodspit (2008)
  - Bloodsucking Freaks (1976)
  - Body Parts (1994)
  - Border Cop (1979)
  - Bride of the Killer Nerd (1992)
  - Brother, Cry for Me (1976)
  - Bugged! (1997)
  - Butch Camp (1997)
  - The Butchers (1970)
  - Buttcrack (1998)

- C
  - California Fever (1974)
  - Cannibal! The Musical (1996)
  - The Capture of Bigfoot (1979)
  - Carnage (1983)
  - Cause of Death (1991)
  - Centerfold Girls (1974)
  - Chainsaw Sally Show (2010)
  - The Cheerleaders (1972)
  - Child Under A Leaf (1974)
  - The Children (1980)
  - Chillers (1987)
  - Chopper Chicks in Zombie Town (1989)
  - The Chosen One: Legend of the Raven (1998)
  - The Christmas Kid (1967)
  - Circle of Two (1982)
  - Citizen Toxie: The Toxic Avenger Part 4 (2000)
  - Class Of Nuke 'em High II: Subhumanoid Meltdown (1991)
  - Class Of Nuke 'em High III: The Good, the Bad, and the Subhumanoid (1994)
  - Combat Shock (1986)
  - Coming Distractions (2004)
  - Commandos (1968)
  - Connect 5 (1998)
  - Contra Conspiracy (1988)
  - Coons (2005)
  - Crapston Villas (1995)
  - Crazed (1978)
  - Crazy Animal (2007)
  - Creature (1985)
  - Creep (1999)
  - Croaked : Frog Monster From Hell (1975)
  - Cry Uncle! (1971)
  - Crystal Force (1991)
  - Cuba Crossing (1980)
  - Curse of the Cannibal Confederates (1982)
  - Cybernator (1991)
  - Cyxork 7 (2006)

- D
  - Dad's Chicken (2004)
  - Dan Candy's Law (1973)
  - Dance or Die (1987)
  - Dark Nature (2009)
  - Dark Side of Midnight (1986)
  - Dead Dudes in the House (1991)
  - Dead Eyes Open (2008)
  - Deadly Daphne's Revenge (1987)
  - Deadly Drifter (1982)
  - Death by Dialogue (1988)
  - Death Dancers (1993)
  - Death to the Pee Wee Squad (1986)
  - Debbie Rochon Confidential : My Years in Tromaville (2011)
  - Decampitated (1992)
  - Def By Temptation (1990)
  - Demented Death Farm Massacre (1971)
  - The Demons Among Us (2006)
  - Dennis Woodruff Collection Volume 1 (2011)
  - Devoured: The Legend of Alferd Packer (1980)
  - Dialing for Dingbats (1989)
  - Digital Prophet (1996)
  - Direct Your Own Damn Movie (2009)
  - Dog Years (1997)
  - Doggie Tails (2003)
  - Dr. Fugazzi (2007)
  - Dr. Hackenstein (1988)
  - Dragon Fury (1994)
  - Dragon Fury, Part 2 (1996)
  - Sergio Lapel's Drawing Blood (1999)
  - Dreams come True (1982)
  - Drums of Tabu (1965)
  - Dumpster Baby (2000)

- E
  - East End Hustle (1976)
  - Electra Love 2000 (1991)
  - Ellie (1984)
  - Emerald of Artama (1967)
  - Emperor of the Bronx (1988)
  - End Game (1985)
  - Escape From Hell (1988)
  - Eve's Beach Fantasy (1995)
  - Evil Clutch (1988)
  - The Evolved : Part One (2006)
  - Explosive Golf (2004)
  - The Eye of the Stranger (1993)
  - Eyes of the Chameleon (2007)
  - Eyes of the Serpent (1992)

- F
  - Fag Hag (1998)
  - Farts of Darkness : The Making of Terror Firmer (2000)
  - Fat Guy Goes Nutzoid (1986)
  - The Fat Spy (1966)
  - Fata Morgana (1965)
  - Fatty Drives the Bus (1999)
  - Feelin' Up (1982)
  - Les Amazones du désir (en) (The Female Bunch)  (1969)
  - Ferocious Female Freedom Fighters (1982)
  - Ferocious Female Freedom Fighters 2 (1982)
  - Fertilize the Blaspheming Bombshell (1990)
  - Fickle Finger of Fate (1967)
  - Final Showdown (1993)
  - Finger on the Trigger (1965)
  - The First Turn-On! (1983)
  - Flame Over Vietnam (1967)
  - Flesh Eaters from Outer Space / Invasion for Flesh and Blood (1998)
  - Foreplay (1975)
  - Fortress of Amerikkka (1989)
  - Fraternity Demon (1992)
  - Fresh Kill (1987)
  - Frightmare (1983)
  - From the Mixed Up Files of Mrs. Basil E Whiler (1973)
  - Frostbiter: Wrath Of the Wendigo (1995)

- G
  - The G.I. Executioner (1971)
  - Garden of the Dead (1972)
  - Getting Lucky (1990)
  - Ginger in the Morning (1973)
  - Girls School Screamers (1986)
  - Giuseppe Andrews' Period Piece (2006)
  - The Glass Jungle (1988)
  - Go To Hell (1999)
  - God's Gun (1975)
  - Gone the Way of the Flesh (2006)
  -  Graduation Day (1981)
  - Great White Death (1975)
  - The Green Eyed Elephant (1960)
  - Grey Matter (1972)
  - Grim (2010)

- H
  - Hanging Woman
  - Haunting Fear
  - Hellblock 13
  - Hollywood Zap!
  - Hot Summer In Barefoot County

- I
  - Igor and the Lunatics
  - The Imitators
  - Incredible Torture Show
  - I Was a Teenage TV Terrorist

- J
  - Jefftowne

- K
  - Killer Condom
  - Killer Nerd

- L
  - Legend of the Chupacabra
  - Lust for Freedom
  - Luther the Geek

- M
  - Mad Dog Morgan
  - Maniac Nurses Find Ecstasy
  - Meat for Satan's Icebox
  - Medley (film)
  - Mirror of Death
  - Monster in the Closet
  - Mother's Day

- N
  - New Gladiators
  - Nightbeast
  - Ain't No Way Back

- O
  - Outlaw Prophet
  - Ouvert 24/7

- P - Q
  - Parts of the Family
  - Pigs
  - Plutonium Baby
  - Poultrygeist: Night of the Chicken Dead
  - Preacherman
  - Pterodactyl Woman From Beverly Hills
  - Pure Blood

- R
  - Rabid Grannies
  - Redneck Zombies
  - Rockabilly Vampire
  - The Rowdy Girls
  - The Ruining

- S
  - Scream Baby Scream
  - Screamplay
  - Sgt. Kabukiman N.Y.P.D
  - Shakespeare In & Out
  - Shark
  - Sizzle Beach USA
  - Space Daze
  - Space Zombie Bingo
  - Squeeze Play!
  - Star Worms II: Attack of the Pleasure Pods
  - State of Mind
  - The Stendhal Syndrome
  - Story of a Junkie
  - Strangest Dreams: Invasion of the Space Preachers
  - Stuck On You!
  - Student Confidential
  - Stuff Stephanie in the Incinerator
  - Sucker The Vampire
  - Sugar Cookies
  - Suicide
  - Superstarlet A.D.
  - Surf Nazis Must Die

- T
  - Tainted
  - Tales from the Crapper
  - Teenage Catgirls in Heat
  - Terror Firmer
  - They Call Me Macho Woman
  - Time Barbarians
  - Tomcat Angles
  - The Toxic Avenger
  - The Toxic Avenger, Part II
  - The Toxic Avenger Part III: The Last Temptation of Toxie
  - Citizen Toxie: The Toxic Avenger IV
  - Toxic Crusaders
  - Trailer Town
  - Troma's Edge TV
  - Troma's War
  - Tromeo and Juliet
  - Twisted Justice

- U
  - Unspeakable

- V
  - Vegas High Stakes
  - Vegas in Space
  - Vendetta
  - Video Vixens
  - Viewer Discretion Advised
  - Viral Assassins
  - Virgin Beasts

- W
  - Waitress!
  - The Wedding Party
  - When Nature Calls
  - Wiseguys vs. Zombies
  - Witchcraft IV: The Virgin Heart
  - Witchcraft VII: Judgement Hour
  - Wizards of the Demon Sword

- X- Y - Z
  - Zombie Island Massacre